# Fazola Henrik
Fazola Henrik (Fassole, Fassola) (Würzburg, ~1730. – Diósgyőr, 1779. április 18.) lakatosmester, gyártulajdonos, az ipari tőke egyik első képviselője Magyarországon.

## Élete
Német származású vasműves, aki a szakma mesterfogásait testvérével, Fazola Lénárddal együtt Würzburgban, Georg Oegg udvari lakatosmestertől tanulta. A testvérek egy ideig vándoroltak Európában, majd Magyarországon telepedtek meg. Amikor ideértek, Henrik mindössze huszonnyolc éves volt, de a szakmáját már olyan magas szinten művelte, hogy Barkóczy Ferenc egri püspök, Heves megye főispánja Egerbe hívta, és megbízta az épülő vármegyeháza kovácsoltvas kapuinak, illetve díszeinek elkészítésével és más lakatosmunkákkal. 

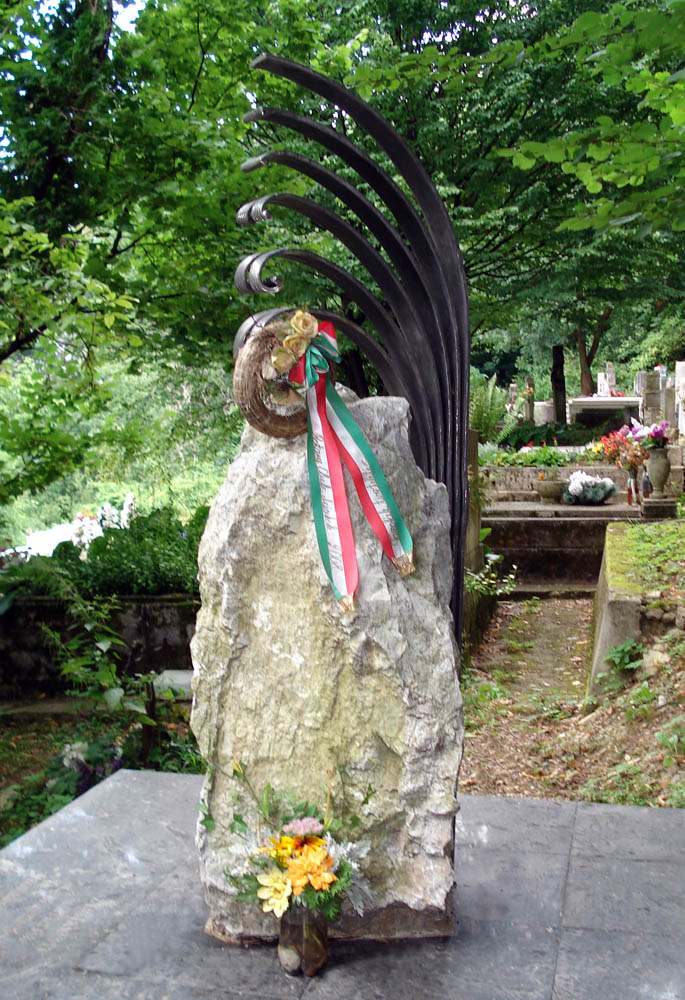
Fazola Henrik síremléke a felsőhámori temetőben. Seregi György munkája

Működése eredményeként nagy vagyonra tett szert, amiből egy vasművet akart alapítani Eger közelében. A Mátra és a Bükk-vidék területén folytatott bányakutatásait siker koronázta. A Bükkben feltárt vasérctelepekre alapozva vasgyártáshoz fogott a Garadna és a Szinva patakok völgyében 1765-től létesített vashámorokban. 1767-ben a Jászóban székelő Bányamesteri Hivatal engedélyével újabb ércbányákat nyitott Parádon és Gyöngyösorosziban, 1769-ben Upponyban. 1767-ben megházasodott, egy Linczin Anna Mária nevű módos özvegyet vett el, aki azonban öt év múlva meghalt. 1768-ban Egerbe hívta öccsét, Lénárdot, és rábízta a kovácsüzem vezetését, hogy ő a kohászkodás előkészítésével foglalkozhasson. 
1770. július 28-án Mária Terézia aláírta a diósgyőri vasgyár alapítólevelét. Ekkor – a bécsi bányakincstárral, kamarai főtisztviselőkkel és miskolci kereskedőkkel társulva – építeni kezdte a felső-hámori (ma Miskolc-Ómassa) vasolvasztót, és azt 1772 tavaszán üzembe is helyezte. Az építkezéshez és az üzem beindításához stájer és felvidéki, vasgyártásban illetve -feldolgozásban jártas szakembereket telepített le, ők lettek Ómassa és Hámor települések őslakosai. Egri lakhelyét feladva ő maga is a vasgyár területére költözött, és ettől fogva vasgyárosként dolgozott. Újra megnősült, felesége Karl Tecla volt, tőle született Frigyes fia és Borbála lánya.
A bükki vasércről hamar kiderült, hogy gyenge minőségű, a szállítás pedig költséges, az udvar támogatásai is elmaradtak, és ez felemésztette vagyonát – és egészségét. Fazola Henrik 1779 áprilisában hunyt el Hámor községben. Fazola halála után a vasgyártás ezen a területen 1820 körül befejeződött, a kohó köveiből iskolát építettek. Fia, Fazola Frigyes a közeli Újmassán új kohót építve folytatta apja munkásságát.

## Munkássága
Egri éveinek számos alkotása máig fennmaradt. Műhelyéből olyan, ma már műemléknek minősülő iparművészeti kovácsolt vasmunkák kerültek ki, mint az egri vármegyeháza szőlőfürtös és címeres rácsos kovácsoltvas kapui, vagy főkapu feletti félköríves betétrács. 

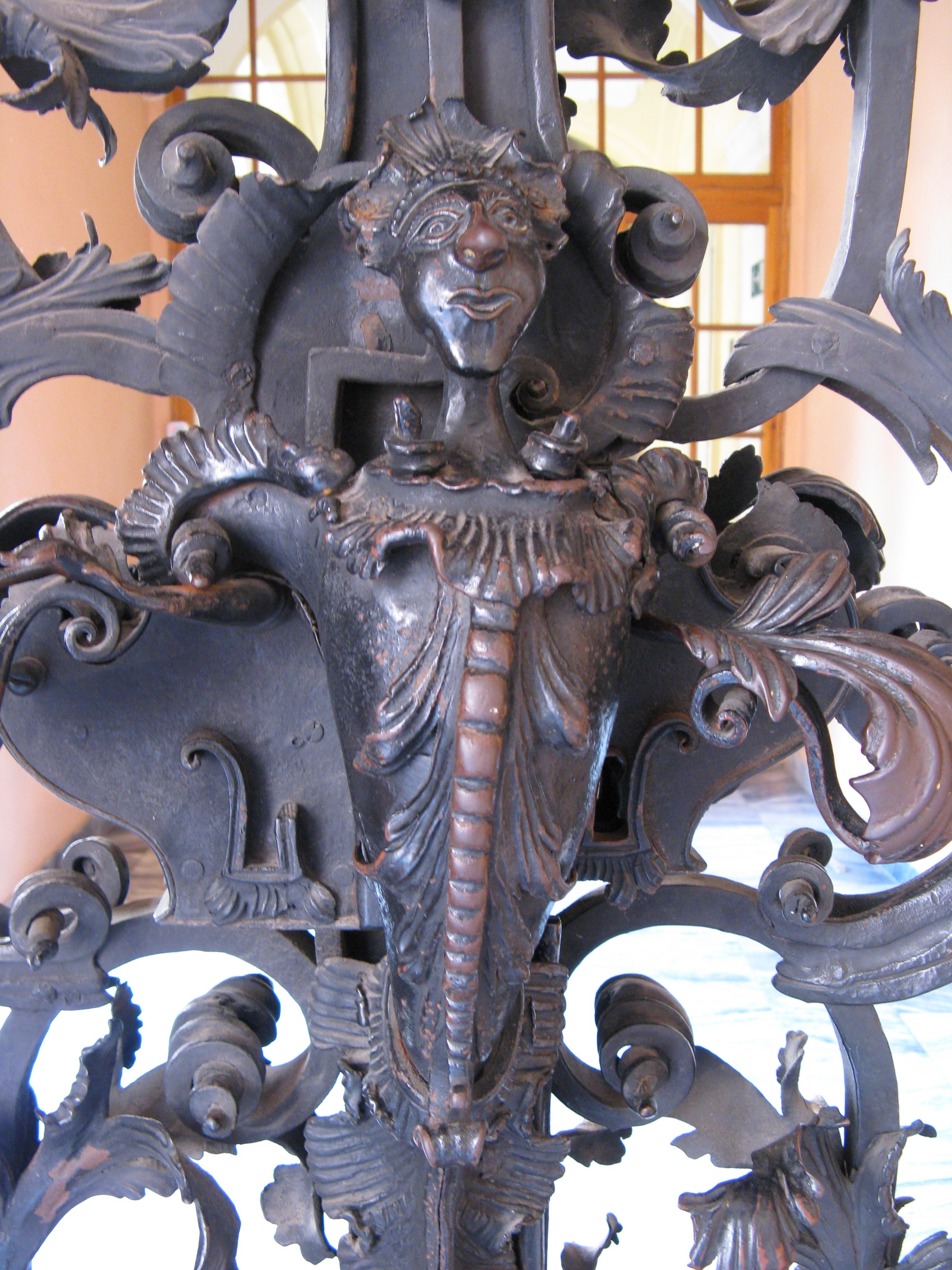
A címeres kapu kilincsrészén látható figura

1761 után a felsőtárkányi és a harsányi püspöki nyaraló, a harsányi templom, az egri érseki palota és a kanonokházak, továbbá a Keglevich család pétervásári kastélya számára készített díszítő vasmunkákat.

## Emlékezete
Hamvai a hámori temetőben ismeretlen helyen nyugszanak. 2005-ben jelképes díszsírhelyet állítottak számára, felesége sírja közelében. A mészkőtömbre állított szép kovácsoltvas síremléket Seregi György készítette.